# Småstjärtad haj
Småstjärtad haj (Carcharhinus porosus) är en haj i familjen gråhajar. Den förekommer i Mexikanska golfen och sydvästra Atlanten och utanför USA:s, Centralamerika och norra Sydamerikas stillahavskust. 
Den småstjärtade hajen kan bli upp mot 130 centimeter lång. Den återfinns vanligen på grundare vatten, ner till 36 meters djup, över kontinentalsockeln och i estuarium. Den är en predator och har ett brett urval av föda, huvudsakligen olika mindre fiskar, men även vissa ryggradslösa djur som krabbor och räkor kan ingå i dieten. Fullvuxna småstjärtade hajar kan även ta mindre, unga inivider av andra hajar.
Fortplantningen är vivipar och i genomsnitt får en hona sex ungar per kull. Ungarna har en längd på cirka 30 centimeter eller något mer och könsmognaden hos arten inträffar när individerna har nått en längd på minst 70-80 centimeter. Individernas livslängd kan uppgå till 12 år.